# إينوسنت الأول
البابا القديس إينوسنت الأول (باللاتينية: Innocentius I) ـ (؟ ـ 12 مارس 417، روما) هو بابا الكنيسة الكاثوليكية من 22 ديسمبر 401 إلى وفاته في 12 مارس 417.
يذكر كتاب الأحبار (باللاتينية: Liber Pontificalis) أن البابا إينوسنت الأول هو ابن رجل من مدينة ألبانو القريبة من روما يدعي إينوسنس، غير أن معاصره القديس جيروم ذكر أن إينوسنت الأول هو ابن البابا أناستاسيوس (399ـ401) الذي سبقه مباشرة في البابوية، وأنه ولد قبل دخول أبيه سلك الإكليروس، وقبل وضع شرط التبتل لدخول سلك الكهنوت.